# Франк-Каменецкий, Израиль Григорьевич
Изра́иль Григо́рьевич Фра́нк-Камене́цкий (при рождении Исро́эл-Хо́на Ге́ршенович-Мо́вшович Франк-Каменецкий; 31 января 1880, Вильна, Российская империя — 4 июня 1937, Ленинград, СССР) — русский и советский филолог, египтолог и библеист.

## Биография и профессиональная деятельность
Родился в Вильне, в семье Гершона-Мойше Довидовича Франк-Каменецкого (1839 или 1841—1915) и Темы Хацкелевны Лурия (1842—?), родом из Ошмян. В 1908 году получил свидетельство зрелости От Испытательного комитета при управлении Виленского учебного округа. 
Учился в Императорском университете Святого Владимира. В 1920-х — 1930-х годах сотрудничал с Николаем Марром и Ольгой Фрейденберг, печатался в «Яфетических сборниках», в коллективном сборнике «Тристан и Исольда» (1932). Был избран председателем Московского отделения бюро объединения египтологов при Всероссийской научной ассоциации востоковедения. Доктор филологических наук (1934).

## Семья
Младший брат офтальмолога Захария Григорьевича (Гершоновича) Франк-Каменецкого (1874—1951) — заведующего кафедрами гистологии (1931—1935) и офтальмологии (с 1935 года) Иркутского медицинского института, а также доктора химических наук Альберта Григорьевича (Абеля Гершоновича) Франк-Каменецкого (1875—1935) — заведующего химико-бактериологической лабораторией Общества врачей Восточной Сибири (1915—1917), профессора (с 1920 года) и заведующего кафедрой технической аналитической химии педагогического факультета Иркутского государственного университета.
Племянники — физик Давид Альбертович Франк-Каменецкий; минеролог Виктор Альбертович Франк-Каменецкий; Георгий Хаимович Франк-Каменецкий (1918—2004), учёный в области механики и машиностроения, автор монографии «Расчёт гладких и оребренных кольцевых элементов конструкций» (1982).

## Научные интересы
Разрабатывал подходы к исследованию системы архаических символов и метафор в духе Э. Кассирера. Прежде всего Франк-Каменецкого интересовал здесь переход, точнее — перелом, от архаики к историческому времени, отсюда его интерес к эпохе пророков и раннему христианству, параллельный направлению работы Макса Вебера и предвосхищающий идеи «осевого времени» у Карла Ясперса.

## Труды

#### Монографии
- Франк-Каменецкий И. Г. Памятники египетской религии в Фиванский период.Т. I. — М., 1917. — 71 с. — (Культурно-исторические памятники Древнего Востока / под общ. ред. акад. Б. А. Тураева; Вып. 5).
- Франк-Каменецкий И. Г. Памятники египетской религии в Фиванский период.Т. II. — М., 1918. — 90 с. — (Культурно-исторические памятники Древнего Востока / под общ. ред. акад. Б. А. Тураева; Вып. 6).
- Франк-Каменецкий И. Г. Как научились читать египетские письмена. — Всерос. научн. ассоциация востоковедения при Нар. ком. по делам национальностей, М., 1922. — 62 с.
- Франк-Каменецкий И. Г. Пророки-чудотворцы. О местном происхождении мифа о Христе. — Л.: «Сеятель» Е. В. Высоцкого, 1925. — 103 с.
- Франк-Каменецкий И. Г. Колесница Иеговы: Труды по библейской мифологии — М.: «Лабиринт», 2004. — 320 с. (переиздание книги «Пророки-чудотворцы» и некоторых статей)

#### Статьи
- Frank-Kamenetzky J. Der Papyrus Nr. 3162 des Berl. Museums // Orientalistische Literaturzeitung[нем.] — 1914. Jahrgang 17. Nr. 3. — S. 97—102.
- Frank-Kamenetzky J. Der Papyrus Nr. 3162 des Berl. Museums (schluss) // Orientalistische Literaturzeitung — 1914. Jahrgang 17. Nr. 4.  — S. 145—154.
- Frank-Kamenetzky J. Beiträge zur Geschichte des Amonkultes und seiner Priesterschaft // Orientalistische Literaturzeitung — 1914. Jahrgang 17. Nr. 7.  — S.  289—295.
- Frank-Kamenetzky J. Eine altarabisch-hebräisch-ägyptische Metapher // Orientalistische Literaturzeitung —  1914. Jahrgang 17. Nr. 9.  — S. 394.
- Франк-Каменецкий И. Г. Первый съезд русских египтологов (17-20 августа 1922г.) // Восток. Журнал литературы, науки и искусства. Книга вторая. — М.; Пб.: Всемирная литература, 1923. — С. 126—130.
- Франк-Каменецкий И. Г. Гениальное открытие Шампольона // Новый Восток. — 1923. — № 2. — С. 456—493.
- Франк-Каменецкий И. Г. Вода и огонь в библейской поэзии // Яфетический сборник. Т. III — М.; Л.: «Госиздат», 1925 — С. 127—164.
- Франк-Каменецкий И. Г. Пророк Иеремия и борьба партий в Иудее // Религия и общество — Л.: «Сеятель», 1926. — С. 60—82.
- Франк-Каменецкий И. Г. К "семейной драме" пророка Осии // Сборник статей в честь Сергея Александровича Жебелёва — 1926. — С. 622—642.
- Франк-Каменецкий И. Г. Пережитки анимизма в библейской поэзии // Еврейская мысль. Научно-литературный сборник. — Л.: «Сеятель» Е. В. Высоцкого, 1926. — С. 42—80.
- Frank-Kamenetzki I. Über die Wasser- und Baumnatur des Osiris (Mit Heranziehung folkloristischer Parallelen) // Archiv für Religionswissenschaft. — 1926. — Bd. 24 — S. 234—243.
- Франк-Каменецкий И. Г. Грузинская параллель к древнеегипетской повести «О двух братьях» // Яфетический сборник. Т. IV — Л.: Изд-во Акад. наук СССР, 1926 — С. 39—71.
- Франк-Каменецкий И. Г. Религиозный синкретизм в Египте в Фиванский период // Записки Коллегии Востоковедов при Азиатском музее Акад. наук СССР Т. III. —  Л.: Изд-во Акад. наук СССР, 1928. — С. 1—62.
- Франк-Каменецкий И. Г. Первобытное мышление в свете яфетической теории и философии // Язык и литература. Т. III. — Л., 1929. — С. 70—155.
- Франк-Каменецкий И. Г. Растительность и земледелие в поэтических образах Библии и в гомеровских сравнениях // Язык и литература. Т. IV. — Л., 1929. — С. 123—170.
- Франк-Каменецкий И. Г. Колесница Иеговы // Яфетический сборник. Т. VI — Л.: Изд-во Акад. наук СССР, 1930 — С. 63—80.
- Франк-Каменецкий И. Г. Отголоски представлений о матери-земле в библейской поэзии // Язык и литература. Т. VIII. — Л.: Изд-во Акад. наук СССР, 1932. — С. 121—136.
- Франк-Каменецкий И. Г. О некоторых пережитках дофлективного строя в древнееврейском языке // Язык и мышление. Т. I. — Л.: Изд-во Акад. наук СССР, 1933. — С. 149—162.
- Франк-Каменецкий И. Г. Женщина-город в библейской эсхатологии // Сергею Федоровичу Ольденбургу к пятидесятилетию научно-общественной деятельности 1882—1932. Сборник статей — Л.: Изд-во Акад. наук СССР, 1934. — С. 535—548.
- Франк-Каменецкий И. Г. Разлука как метафора смерти в мифе и в поэзии // Известия АН СССР. Отд. обществ. наук. — 1935. — № 2. — С. 153—176. (обобщение на нем. яз.)
- Франк-Каменецкий И. Г. К вопросу о развитии древнееврейского глагола // Язык и мышление. Т. III-IV. — Л.: Изд-во Акад. наук СССР, 1935. — С. 13—46.
- Франк-Каменецкий И. Г. К вопросу о развитии поэтической метафоры // Советское языкознание. Т. I — Л., 1935. — С. 93—145.
- Франк-Каменецкий И. Г. Адам и Пуруша. Макрокосм и микрокосм в иудейской и индийской космогонии // Памяти академика Н. Я. Марра. — М.; Л., 1938. — С. 458—476.
- К вопросу о развитии поэтической метафоры// От слова к смыслу: Проблемы тропогенеза. — М.: УРСС, 2001.
- Итоги коллективной работы над сюжетом Тристана и Исольды// Сумерки лингвистики: Из истории отечественного языкознания: Антология. — М.: Academia, 2001. — С. 340—354.
- К генезису легенды о Ромео и Юлии // Русский текст: Российско-американский журнал по русской филологии. СПб. — Lawrence — Durham. № 2. 1994. С. 158-177; № 3. 1995. С. 167-205; № 4. 1996. С. 178-201.